# Isabel de Württemberg
Isabel Guilhermina Luísa de Württemberg (em alemão:  Elisabeth Wilhelmine Louise von Württemberg; Trzebiatów, 21 de abril de 1767 — Viena, 18 de fevereiro de 1790) foi uma Duquesa de Württemberg por nascimento, e uma Arquiduquesa da Áustria pelo seu casamento com o Arquiduque Francisco da Áustria (posteriormente imperador Francisco I da Áustria).

## Família
Isabel era a oitava de doze filhos do duque Frederico II Eugénio, Duque de Württemberg e da marquesa Frederica de Brandemburgo-Schwedt. Entre os seus irmãos estavam o rei Frederico I de Württemberg e a duquesa Sofia Doroteia de Württemberg, esposa do czar Paulo I da Rússia. Os seus avós paternos eram o duque Carlos Alexandre de Württemberg e a princesa Maria Augusta de Thurn e Taxis. Os seus avós maternos eram o marquês Frederico Guilherme de Brandemburgo-Schwedt e a princesa Sofia Doroteia da Prússia.

## Vida

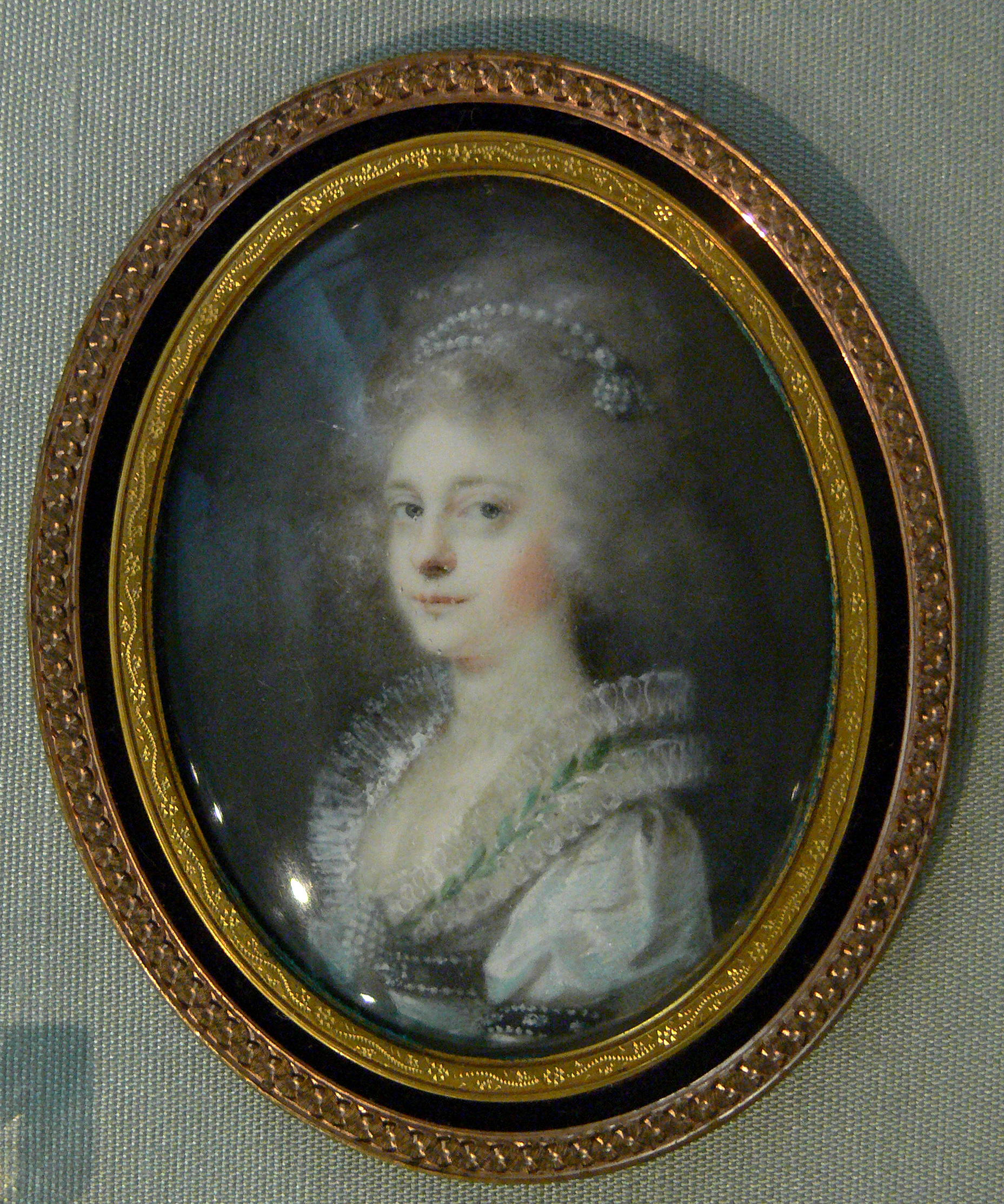
Arquiduquesa Isabel em 1790, por Heinrich Friedrich Füger.

Aos quinze anos de idade, Isabel foi convocada pelo sacro-imperador José II a Viena para ser educada no Salesianerinnenkloster onde também se converteu ao catolicismo com o objectivo de no futuro se vir a casar com o sobrinho do imperador, o futuro imperador Francisco I da Áustria.
Os dois casaram-se no dia 6 de janeiro de 1788 em Viena. Isto foi, apesar de arranjado, um casamento extremamente feliz; no entanto, o imperador José nessa altura, estava mal de saúde. A jovem arquiduquesa era muito chegada ao imperador e animou os seus últimos anos de vida com o seu charme juvenil. Dois anos depois, em finais de 1789, Isabel engravidou de seu primeiro filho, mas o seu estado era muito delicado, algo que tinha em parte a ver com a sua preocupação pela saúde cada vez mais fraca de José. O imperador recebeu a extrema unção no dia 15 de fevereiro de 1790, um ato demasiado pesado para Isabel que desmaiou quando viu o imperador às portas da morte. Na noite de 18 de fevereiro, ela prematuramente deu à luz a arquiduquesa Luísa Isabel da Áustria, que viveu por apenas 16 meses. O parto durou mais de vinte e quatro horas, apesar de uma operação de emergência ter sido feita com a intenção de salvá-la. No entanto, foi necessário o uso de um fórceps, danificando seriamente o cérebro da bebê. Após o parto, Isabel teve uma hemorragia incontrolável que acabou com sua vida. Ela morreu dois dias antes da morte de José II, e está enterrada na Cripta Imperial de Viena.

## Descendência
De seu casamento com Francisco I tiveram uma filha:
1. Luísa Isabel (18 de fevereiro de 1790 - 24 de junho de 1791), morreu na infância;

## Títulos e estilos
- 21 de abril de 1767 – 6 de janeiro de 1788: Sua Alteza Sereníssima, a Duquesa Isabel de Württemberg.
- 6 de janeiro de 1788 – 18 de fevereiro de 1790: Sua Alteza Imperial e Real, a Arquiduquesa Isabel da Áustria, Princesa da Hungria e Boêmia, Duquesa de Württemberg.